# Parallella världar
Parallella världar eller parallella universa är ett koncept inom science fiction som innebär att det finns mer än en verklighet eller tidslinje. Den modellen har sitt ursprung i klassiska föreställningar om alternativa verkligheter och så kallade andra dimensioner. Genren ses numera som en etablerad subgenre inom science fiction.

## Tidiga exempel
Det finns flera exempel hos till exempel H.G. Wells i The Plattner Story liksom hos andra tidiga författare. Det finns också olika varianter. I Murray Leinsters novell Sidewise in Time (1934) kolliderar olika tidsplan, som därmed måste antas samexistera i en högre dimensionalitet.
Utöver Wells bör särskilt nämnas Fredric Browns mycket karakteristiskt existentiellt humoristiska What Mad Universe (sv. Vilken vanvettig värld) från 1949, där tanken framförs att allt man kan tänka sig, hur absurt det än må vara, föreligger i en parallellt existerande verklighet av vilka det således finns ohyggligt många, möjligen ett oändligt antal.
Denna idé används också i Bertil Mårtenssons Detta är verkligheten från 1968.

## Senare grepp
I det tidiga sjuttiotalet infördes tanken inom kvantfysiken, där det i vissa tolkningar av begrepp som obestämbarhet antas att varje alternativ utveckling skapar förgreningar (se Lawrence Krauss kap. 13 i litteraturlistan). Ett enkelt exempel: Om man står i valet och kvalet mellan att köpa Aftonbladet eller Expressen en viss dag, uppkommer en verklighet där man köper Aftonbladet (den som man själv kanske uppfattar som verklig) men samtidigt också en där man köpte Expressen. Men det gäller inte bara mänskliga beslut utan alla alternativa utvecklingar – i praktiken alstras ett nästan oändligt antal alternativa verkligheter i varje ögonblick. Det hela leder till strängteori och frågor om hur många dimensioner den matematiska fysiken måste anta för en komplett beskrivning av den fysikaliska verkligheten.
I Clifford D. Simaks Ring Around the Sun antas ett åtminstone stort antal jordar ligga i omloppsbana runt solen men parallellförskjutna i tiden så bara en i taget kan ses. Detta möjliggör, liksom hos Wells, till exempel i hans novell The Door in the Wall vissa romantiska idéer om en mer ursprunglig, barnsligt naturlig och oförstörd tillvaro man kan fly till. Hos Wells, Brown, Simak och Mårtensson liksom hos en rad andra science fiction-författare kan man – om än under högst speciella villkor – färdas mellan dessa parallella verkligheter.

## Tidsresande
Parallella universa eller världar antas inom science fiction också alstras via tidsresor. Om någon reser till det förflutna och ändrar på något, som tidigare varit sant, alstras då – hypotetiskt – en ny verklighet eller tidslinje eller kausal sekvens där det ändrade nu gäller i stället. Frågan uppkommer om den gamla tidslinjen då försvinner, vilket ibland antas, eller om tidfararen alstrat ett nytt parallellt universum via sitt ingrepp i tillvaron. Under alla förhållanden tycks man behöva anta ytterligare tidslinjer för att hantera sådana situationer, där historien 'först' ser ut på ett sätt, men 'sen' på ett annat. Farfarsparadoxen där tidfararen reser tillbaka och råkar döda sin egen farfar – innan denne gav upphov till hans egen far – är ett exempel. Alla former av tidsresor behöver inte resultera i uppkomsten av nya tidslinjer, eftersom man även kan tänka sig att tidfararens ingrepp bekräftar den 'redan befintliga' historien. Detta leder dock till ett annat problem, det om kausala cirklar, situationer där något är sin egen orsak. Klassiskt exempel: Robert Heinleins All You Zombies (1959), och tidigare densammes By His Bootstraps (1941). I den första Star Trek-serien från sextiotalet användes temat i avsnittet City on the Edge of Forever, till vilket Harlan Ellison skrev manus. Avsnittet räknas av många som det bästa i serien.
Terry Pratchetts Pocket universes hör till genren. Även serier av Marvel Comics har använt temat, som därför kan ses som ett exempel på hur en förvetenskaplig föreställning omvandlats till en vetenskapligt rationaliserad.